# Kim Kang-woo
Dans ce nom coréen, le nom de famille, Kim, précède le nom personnel.
Kim Kang-woo, né le 11 juillet 1978 à Séoul, est un chanteur et acteur sud-coréen, ancien membre du groupe Guardian.

## Biographie

### Carrière cinématographique
Diplômé de l'université Chung-Ang où il étudiait la production cinématographique, Kim Kang-woo commence sa carrière d'acteur en 2002 dans le film The Coast Guard réalisé par Kim Ki-duk. Le seul rôle qu'il a pu obtenir sans aucune expérience et à avoir agir en tant que soldat,. À la suite de ses rôles dans les séries dramatiques Breathless en 2003 et Three Leafed Clover en 2005, il se fait surnommer « Mr. Right » pour son interprétation de personnages honnêtes et diligents.
En 2007, Kim Kang-woo a incarne le rôle de Kim Man-soo dans le film The Railroad qui raconte l'histoire de deux étrangers qui révèlent leur douleur intérieure à l'autre quand ils sont bloqués à la dernière gare avant la zone démilitarisée coréenne. Lors de la sortie du film, il a été bouleversé quand il a appris que le film a été  sorti que seulement dans dix salles de cinéma et s'est rendu à des projections pour promouvoir le film en saluant et en parlant avec les membres de l'auditoire. En dépit de la pauvre performance du box-office, le film a été favorable face aux critiques et Kim Kang-woo a remporté le prix du meilleur acteur lors de la 25e édition du festival du film de Turin. Il a interprété le rôle de Seong-chan dans le film à succès Le Grand Chef, basé sur le manhwa Sikgaek de Huh Young-man. Pour se préparer son rôle, il a suivi des cours de cuisine pendant un mois et demi et pour une scène cruciale en particulier, il a visité un abattoir, recevant un grand choc à la suite de sa non-connaissance au sujet du processus d'abattage. Ensuite, il incarne le rôle du détective Cho Kyung-yoon qui découvre un secret inattendu au cours de son enquête sur un tueur en série mystérieux dans le thriller Rainbow Eyes. Afin de jouer le rôle de manière plus convaincante, il a collaboré avec les détectives de la station de Police de Jung-bu à Séoul. 
Il incarne en 2012 le rôle de Park Do-won, jeune technicien employé par la société UR International qui est engagé pour vérifier le RU-4 robot nommé In-myung dans la deuxième partie du film de science-fiction Doomsday Book, The Heavenly Creature réalisé par Kim Jee-woon. Il joue le rôle de Joo Young-jak dans le film L'Ivresse de l'argent très controversé réalisé par Im Sang-soo.
En août 2014, il obtient le rôle de Yoon dans le film The Treacherous et joue aux côtés de Joo Ji-hoon et de Chun Ho-jin. Le 14 novembre 2014, la production du film a annonce qu'il a bu de l’essence à cause de l’erreur d’un producteur sur le plateau et a été transporté d'urgence à l’hôpital. Kim Kang-woo sort le soir même et viendra le lendemain sur le tournage du film.

### Vie privée
Le 18 juin 2010, Kim Kang-woo épouse sa petite amie qu'il a rencontré en 2003, Han Moo-young, sœur aînée de l'actrice Han Hye-jin. Sa femme donne naissance à un fils en 2011.

## Filmographie

### Cinéma

#### Longs métrages
- 2002 : The Coast Guard (해안선) de Kim Ki-duk
- 2003 : Silmido (실미도) de Kang Woo-suk : Min-ho
- 2004 : When Spring Comes (꽃피는 봄이 오면) de Ryoo Jang-ha : Ju-ho
- 2005 : The Aggressives (태풍태양) de Jeong Jae-eun : Mogi
- 2005 : The Beast and the Beauty (야수와 미녀) de Lee Gye-byeok : Tak Jun-ha
- 2007 : The Railroad (경의선) de Park Heung-sik : Kim Man-soo
- 2007 : Le Grand Chef (식객) de Jeon Yun-su : Seong-chan
- 2007 : Rainbow Eyes (가면) de Yang Yun-ho : Cho Kyung-yoon
- 2008 : Hello, Schoolgirl (순정만화) de Ryoo Jang-ha : Gyu-Cheol (caméo)
- 2009 : Marine Boy (마린보이) de Yoon Jong-seok : Cheon-soo
- 2010 : Hahaha (하하하) de Hong Sang-soo : Kang Jeong-ho
- 2010 : A Better Tomorrow (무적자) de Song Hae-sung : Kim Chul
- 2012 : Doomsday Book (인류멸망보고서) de Kim Jee-woon et Yim Pil-sung : Park Do-won
- 2012 : L'Ivresse de l'argent (돈의 맛) de Im Sang-soo : Joo Young-jak
- 2012 : Gaiji keisatsu (外事) de Kentarō Horikirizono : An Min-cheol / Yoo Dae-ha
- 2013 : The Gifted Hands (사이코메트리) de Kwon Ho-young : Yang Choon-dong
- 2013 : In My End Is My Beginning (끝과 시작) de Min Kyu-dong : Frère cadet de Lee Jung-ha
- 2013 : M. Go (미스터 고) de Kim Yong-hwa : Manager général Goo de l'équipe de baseball Doosan Bears
- 2013 : Marriage Blue (결혼전야) de Hong Ji-young : Tae-Kyu
- 2014 : Tabloid Truth (찌라시: 위험한 소문) de Kim Kwang-sik : Lee Woo-gon
- 2014 : Cart (카트) de Boo Ji-young : Dong-joon
- 2015 : The Treacherous (간신) de Min Kyu-dong : Yeonsangun
- 2018 : La Disparue (사라진 밤) de Lee Chang-hee : Park Jin-han
- 2018 : High Society (상류사회) de Daniel H. Byun : Baek Kwang-hyoon
- 2021 : Recalled

#### Courts-métrages
- 2009 : Five Senses of Eros: I'm Right Here (오감도) de Hur Jin-ho : Kang Hyeon-woo

### Télévision

#### Séries télévisées
- 2001	: Wuri's Family (우리집)
- 2003	: Breathless (나는 달린다) : Shin Moo-chul
- 2005	: Three Leafed Clover (세잎클로버) : Yoon Seong-woo
- 2006	: Bicheonmu (비천무 / 飞天舞) : Shi June
- 2009	: The Slingshot (남자이야기) : Chae Do-woo
- 2012	: Haeundae Lovers (해운대 연인들) : Lee Tae-sung
- 2014	: Golden Cross (골든 크로스) : Kang Do-Yoon
- 2015 : Missing Noir M (실종느와르 M) : Gil Soo-hyun

## Discographie

### Singles
- 2010 : One Person (한 사람) (Projet de charité : Love Tree)
- 2010 : 그게 맞다면

### Musique de films et de séries télévisées
| Date de sortie | Titre             | Titre original      | Chansons                                                            |
| -------------- | ----------------- | ------------------- | ------------------------------------------------------------------- |
| 2005           | Three Leaf Clover | 세잎클로버          | I'm Okay (괜찮아요)                                                 |
| 2014           | Tabloid Truth     | 찌라시: 위험한 소문 | Dangerous Rumors (위험한 소문) (feat. Skull, Haha et Ko Chang-seok) |

## Distinctions

### Récompenses
- 2005 : 6e Pusan Film Critics Awards : Meilleur nouveau acteur pour The Aggressives
- 2007 : 25e Festival du film de Turin : Meilleur Acteur pour The Railroad
- 2010 : 3e Korea Jewelry Awards : Prix saphir

### Nominations
- 2004 : 3e Korean Film Awards : Meilleur nouveau acteur pour When Spring Comes
- 2009 : KBS Drama Awards : Prix d'excellence, acteur dans un drama mi-long	pour The Slingshot
- 2012 : KBS Drama Awards : Prix d'excellence, acteur dans une minisérie pour Haeundae Lovers
- 2014 : KBS Drama Awards : Prix d'excellence, acteur dans un drama mi-long	pour Golden Cross